# Winnett
Winnett és una població dels Estats Units a l'estat de Montana. Segons el cens del 2000 tenia 185 habitants.

## Demografia
Segons el cens del 2000, Winnett tenia 185 habitants, 87 habitatges, i 52 famílies. La densitat de població era de 73,6 habitants per km².
Dels 87 habitatges en un 28,7% hi vivien nens de menys de 18 anys, en un 47,1% hi vivien parelles casades, en un 10,3% dones solteres, i en un 40,2% no eren unitats familiars. En el 36,8% dels habitatges hi vivien persones soles el 18,4% de les quals corresponia a persones de 65 anys o més que vivien soles. El nombre mitjà de persones vivint en cada habitatge era de 2,13 i el nombre mitjà de persones que vivien en cada família era de 2,83.
Per edats la població es repartia de la següent manera: un 23,8% tenia menys de 18 anys, un 5,4% entre 18 i 24, un 23,8% entre 25 i 44, un 28,1% de 45 a 60 i un 18,9% 65 anys o més.
L'edat mediana era de 43 anys. Per cada 100 dones de 18 o més anys hi havia 95,8 homes.
La renda mediana per habitatge era de 17.361 $ i la renda mediana per família de 26.875 $. Els homes tenien una renda mediana de 21.667 $ mentre que les dones 16.250 $. La renda per capita de la població era de 10.892 $. Aproximadament el 23,1% de les famílies i el 22,8% de la població estaven per davall del llindar de pobresa.

## Poblacions més properes
El següent diagrama mostra les poblacions més properes.